# Bahnhof Limburgerhof
Der Bahnhof Limburgerhof – bis etwa 1930 Bahnhof Mutterstadt – ist die Bahnstation der rheinland-pfälzischen Ortsgemeinde Limburgerhof. Er verfügt über zwei Bahnsteiggleise, daneben verlaufen zwei Durchfahrtsgleise. Der Bahnhof liegt im Verbundgebiet des Verkehrsverbundes Rhein-Neckar (VRN) und gehört zur Tarifzone 123. Seine Anschrift lautet Bahnhofsplatz 1.
Er liegt an der Bahnstrecke Mannheim–Saarbrücken, die im Wesentlichen aus der Pfälzischen Ludwigsbahn Ludwigshafen–Bexbach hervorging. Eröffnet wurde er am 11. Juni 1847, als der Ludwigsbahn-Abschnitt Ludwigshafen–Neustadt in Betrieb ging, unter der Bezeichnung „Mutterstadt“, da er zunächst der gleichnamigen Gemeinde diente. Seine heutige Bezeichnung erhielt er 1930, als die Siedlung „Limburgerhof“ zu einer selbständigen Gemeinde erhoben wurde.
Inzwischen wurde er zum Haltepunkt zurückgebaut. Seit Dezember 2003 ist er Station der Linien S1 bis S4 der S-Bahn RheinNeckar. Sein früheres Empfangsgebäude steht unter Denkmalschutz.

## Lage
Die Bahnstation befindet sich im nördlichen Teil des Siedlungsgebietes von Limburgerhof. Die Bahnstrecke Mannheim–Saarbrücken verläuft in diesem Bereich geradlinig von Nordost nach Südwest. Im westlichen Bereich befindet sich die Straße Bahnhofsplatz, im Osten die Speyerer Straße. Die Station verfügt über Fahrrad-Stellplätze, einen Laden für Reisebedarf, und einen barrierefreien Zugang.

## Geschichte

### Bahninitiativen rund um Mutterstadt
Ursprünglich war geplant, innerhalb der Pfalz (Bayern) zuerst eine Bahnstrecke in Nord-Süd-Richtung von der Mannheimer Rheinschanze über Schifferstadt, Speyer und Lauterbourg bis nach Strasbourg in Betrieb zu nehmen, die mit der von Baden projektierten Strecke Mannheim–Basel konkurrieren sollte. Diese wurde jedoch zugunsten einer Ost-West-Magistrale, die primär dem Kohletransport dienen sollte, zurückgestellt.
Zunächst war jedoch unklar, ob diese Ost-West-Strecke über das Gebiet der Gemeinde Mutterstadt führen sollte. Speyer, die Hauptstadt der Pfalz, setzte sich dafür ein, östlicher Endpunkt der Strecke zu werden. Argumentiert wurde im Wesentlichen, dass die Domstadt ein alter Handelsplatz sei, während die Rheinschanze, die alternativ als Streckenende in Erwägung gezogen wurde, als bloßer Militärstützpunkt lediglich dem Umladen von Waren dienen würde. Diese Bestrebungen setzten sich jedoch nicht durch, da die Bahngesellschaft hauptsächlich den rechtsrheinischen Teil der aufstrebenden Rhein-Neckar-Region – vor allem Mannheim – als Markt im Blick hatte und der Export der Kohle ins Gebiet jenseits des Rheins für wichtiger erachtet wurde.
Östlich von Kaiserslautern standen zudem für die Streckenführung zwei Varianten zur Diskussion. Zunächst dachten die verantwortlichen Ingenieure an einen Streckenverlauf über das Dürkheimer Tal und Bad Dürkheim, entschieden sich aber schließlich für die Variante durch das Neustadter Tal. Dessen Überwindung würde sich gemäß einem Gutachten zwar ebenfalls schwierig gestalten, jedoch keine stationären Dampfmaschinen und Seilzüge erfordern.
Auch für Mutterstadt selbst wurden die Planungen im Laufe der Zeit geändert. Ursprünglich sollte die Strecke entlang des südlichen Ortsrandes verlaufen. Die Gemeinde entschied sich jedoch dagegen und legte fest, dass die Strecke im äußersten Osten ihrer damaligen Gemarkung verlaufen sollte. Aus diesem Grund war zunächst kein Bahnhof für die Gemeinde vorgesehen. Erst nachträglich wurde vereinbart, auch Mutterstadt mit einer Station zu versehen.

### Weitere Entwicklung (1847–1945)

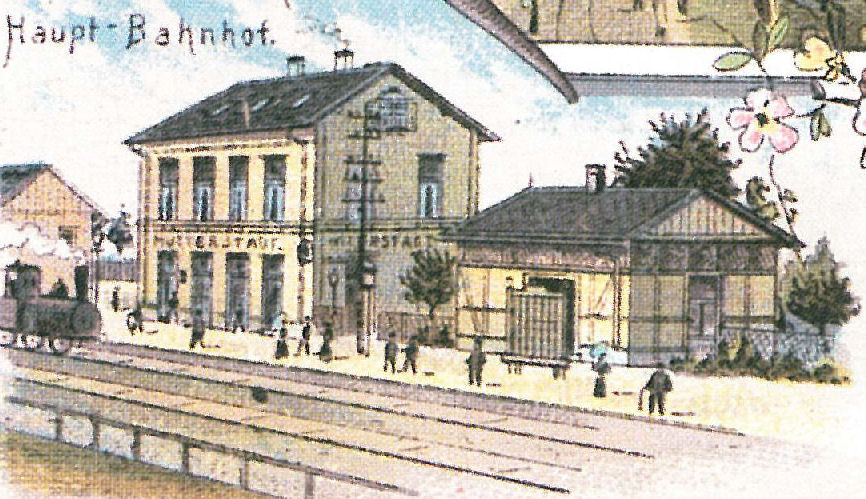
Bahnhof Mutterstadt im Jahr 1900

Mit Eröffnung des Ludwigsbahn-Abschnitts Ludwigshafen–Neustadt wurde der Bahnhof am 11. Juni 1847 eröffnet. Da die Bahnhöfe in Rheingönheim und Mundenheim erst einige Jahrzehnte später eröffnet wurden, war er aus westlicher Richtung zunächst der vorletzte Bahnhof vor dem Streckenendpunkt Ludwigshafen. Ab 1890 erhielt Mutterstadt Anschluss an die schmalspurige Bahnstrecke Ludwigshafen–Dannstadt; aus diesem Grund wurde der Bahnhof an der Ludwigsbahn in der Folgezeit inoffiziell oft als „Mutterstadt Hauptbahnhof“ bezeichnet.
1922 erfolgte die Eingliederung des Bahnhofs in die neu gegründete Reichsbahndirektion Ludwigshafen.
Bereits ab etwa 1900 hatte sich im unmittelbaren Einzugsbereich des Bahnhofs auf Initiative der BASF eine Siedlung gebildet, die zum 1. Januar 1930 in die selbständige Gemeinde Limburgerhof umgewandelt wurde. Damit einhergehend änderte sich der Bahnhofsname in „Limburgerhof“. Im Zuge der Auflösung der Ludwigshafener Direktion zum 1. April 1937 wechselte er in den Zuständigkeitsbereich der Mainzer Direktion.

### Entwicklung nach dem Zweiten Weltkrieg

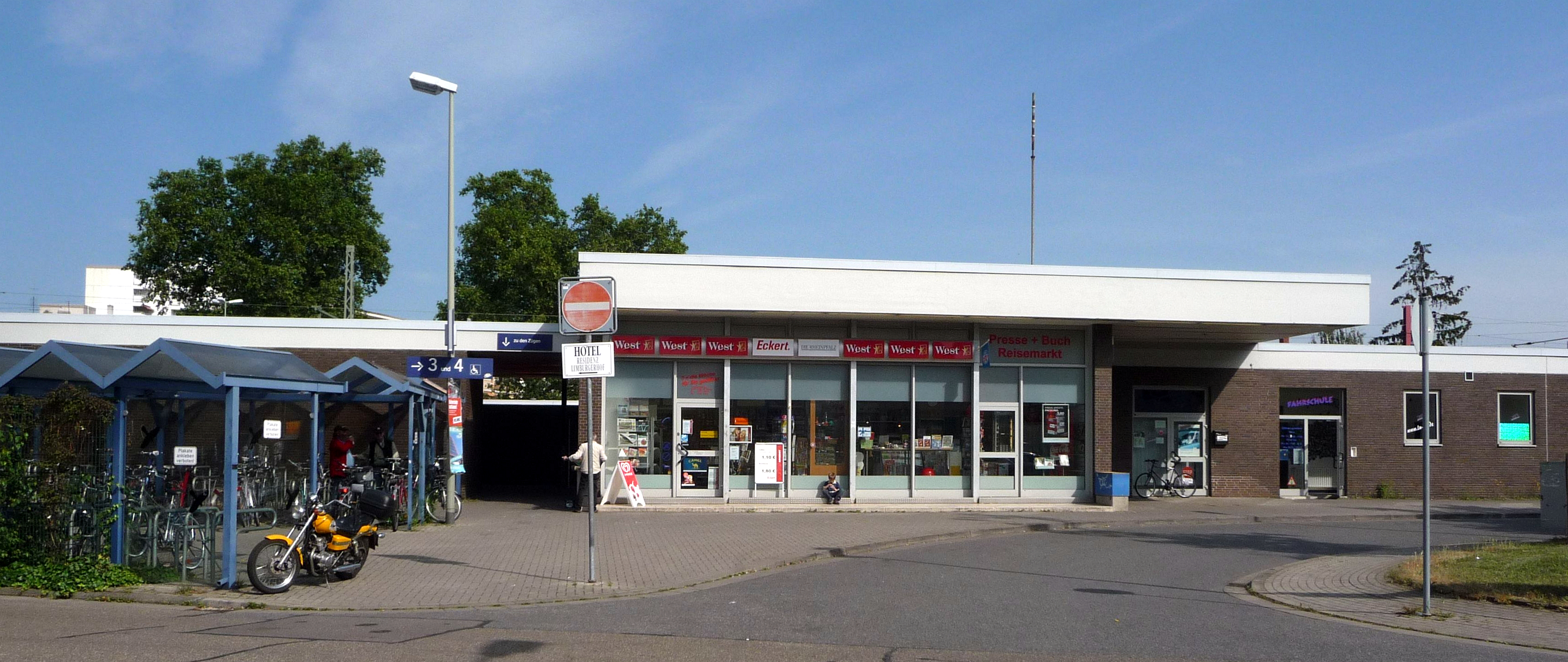
Das nach dem Zweiten Weltkrieg in Betrieb genommene neue Empfangsgebäude auf der Westseite des Bahnhofs

Das Détachement d’Occupation des Chemins de fer Français gliederte den Bahnhof nach dem Zweiten Weltkrieg in die Eisenbahndirektion Mainz ein, zu der alle Bahnstrecken innerhalb des neu geschaffenen Bundeslandes Rheinland-Pfalz gelangten. 1963 erhielt der Bahnhof ein Drucktastenstellwerk. Mit der schrittweisen Auflösung der Bundesbahndirektion Mainz in den Jahren 1971/72 fiel die Zuständigkeit für den Bahnhof zum 1. Juni 1971 an die Bundesbahndirektion Karlsruhe.
Trotz seines Bedeutungsverlustes blieb die Bahnstation bis Anfang der 2000er Jahre ein Bahnhof. 2003 erfolgte im Zuge der Integration der Bahnstrecke Mannheim–Saarbrücken bis Kaiserslautern in das Netz der S-Bahn RheinNeckar der behindertengerechte Ausbau der Bahnsteige. Die Eröffnung der S-Bahn fand am 14. Dezember 2003 statt, in deren System der Halt in Limburgerhof seither integriert ist. Zeitgleich wurden die Gleisanlagen umstrukturiert; damit einhergehend wurde er zu einem Haltepunkt zurückgebaut. Rund einen Kilometer nördlich der Bahnstation zweigt seither eine Umgehungsbahn für den Fernverkehr ab, die innerhalb von Limburgerhof parallel zur bisherigen Strecke verläuft und in erster Linie die Funktion besitzt, die bisherige Streckenführung über den benachbarten Bahnhof Schifferstadt zu umfahren.

## Bauwerke
Das ursprüngliche Empfangsgebäude an der Ostseite der Bahnstation ist ein neuklassizistischer Putzbau und wurde im Jahr 1854 errichtet. Hinzu kam ein Toilettenhaus und ein Güterschuppen aus Holz, der 1992 abgerissen wurde. Nach dem Zweiten Weltkrieg wurde ein neues Empfangsgebäude auf der westlichen Seite der Gleise in Betrieb genommen.